# Eau en France
L'eau, en France, est une ressource relativement abondante puisque 512 milliards de mètres cubes arrosent la France chaque année et viennent alimenter nappes souterraines et cours d'eau. La France dispose de capacités de stockage importantes avec de grandes montagnes, d'importantes nappes souterraines et un réseau hydrographique de 620 000 km de longueur dont 430 000 km en France métropolitaine.
Cette eau est toutefois inégalement répartie sur le territoire avec des zones en déficits quantitatifs chroniques, à savoir des zones où les besoins excèdent les capacités. En outre les précipitations ont baissé de 6 % en moyenne sur la période 2002-2020 et l'évapotranspiration s'est accrue de 3 % sur la période 1999-2020. Ainsi avec 3 277 m3/an et par habitant, la France est considérée comme bien pourvue, se situant dans la fourchette de 2 500 à 5 000 m3/an et par habitant. Toutefois la baisse des précipitations et l'augmentation de la population pourraient conduire le pays à passer sous le seuil des 2 500 m3/an et par habitant et être en situation de vulnérabilité hydrique.
32 km3 sont prélevés chaque année pour les besoins humains, se répartissant en 50 % pour le refroidissement des centrales électriques, 17 % pour la fabrication d'eau potable, 9 % pour l'agriculture, 16 % pour les canaux de navigation et 8 % pour l'industrie. Cette même activité humaine conduit à rejeter dans le milieu naturel des éléments polluants contribuant à dégrader cette ressource, au départ pure, et les milieux associés.
Pour gérer ces aspects quantitatifs tout en diminuant les pollutions, une gestion intégrée de l'eau a été mise en place dès 1964 avec la création de six bassins hydrographiques, suivant le découpage naturel des bassins versants des grands fleuves français, chacun comportant une structure consultative (les comités de bassin composés des représentants de l’État, des collectivités locales et des usagers de l'eau) et un organisme exécutif (les agences de l'eau). Une première loi structurante est intervenue en 1992, mais c'est la directive-cadre sur l'eau (DCE) de 2000 ainsi que ses directives filles qui vont ensuite guider la politique de l'eau en France. La loi sur l’eau et les milieux aquatiques de 2006 constitue la première transposition et est ensuite suivie par de nombreuses autres lois.
Sur le plan qualitatif, le premier objectif de la DCE était d'atteindre le bon état des eaux en 2015 ou au plus tard en 2027. Les bilans réalisés en 2020 laissent penser que cet objectif ne sera pas atteint.
Sur le plan quantitatif, une solution préconisée a été de construire de nouvelles retenues d'eau, notamment des réserves de substitution qui sont alimentées en hiver et permettent de s'affranchir des prélèvements en période d'étiage. Mais ces retenues, qu'elles soient de substitution ou pas, sont sources de conflits entre les différents utilisateurs de l'eau. Pour résoudre tant ces conflits que la diminution de la ressource, le gouvernement préconise une sobriété hydrique dans tous les secteurs de l'économie, une transition agrobiologique et le recours à des techniques alternatives, comme la réutilisation des eaux usées.

## Grand cycle de l'eau

### Eau physique

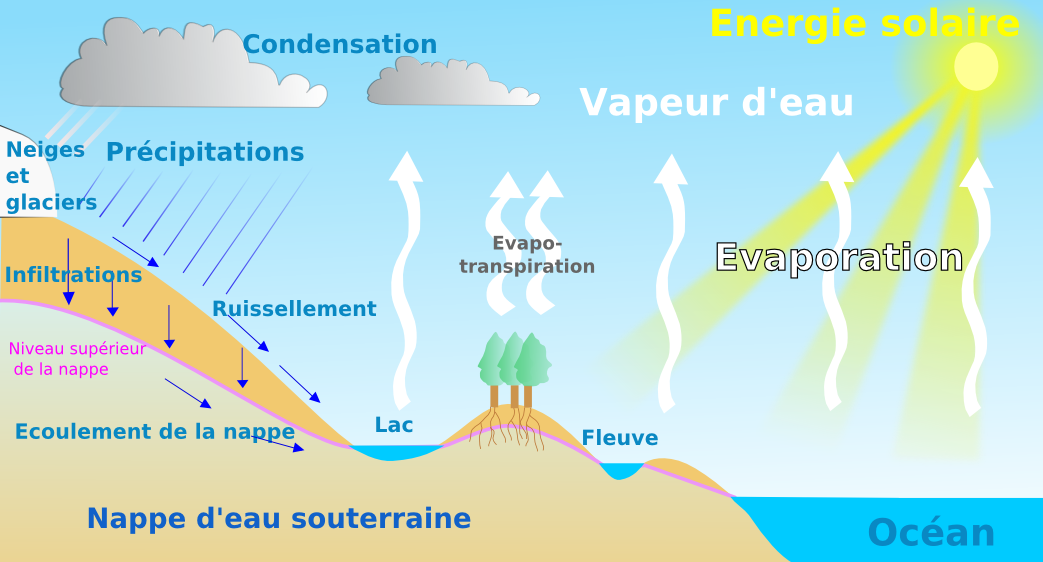
Le cycle naturel de l’eau.

A l'échelle mondiale, sous l'effet du rayonnement solaire, l'eau qui s'évapore des océans et de la terre (par évapotranspiration des sols et des végétaux) monte dans l'atmosphère pour former des nuages, qui restituent ensuite l'eau sous forme de précipitations. La quantité d'eau qui s'évapore des océans est supérieure à la quantité d'eau qui s'y précipite, si bien que les terres émergées sont bénéficiaires nettes de précipitations pour environ 40 000 Gm3 (milliards de mètres cubes) par an. Mais la répartition géographique des précipitations est très déséquilibrée entre territoires et variable d'une année sur l'autre. Entre le 30ème et le 60ème parallèle, dans les deux hémisphères, les précipitations sont plus abondantes et plus régulières.

### Ressources en eau

#### Précipitations

Évolution des précipitations en France métropolitaine entre 2008 et 2016.

Avec un volume moyen annuel estimé à 512 milliards de mètres cubes (Gm3) d'eau apportés par les précipitations (pluie, neige, grésil, brouillard), soit 932 mm (normale climatique 1981-2010), la France dispose d’apports d’eau renouvelable importants. 61 % de ces apports s’évaporent, le reste constituant la pluie efficace (210 Gm3), 16 % alimentent les eaux superficielles (rivières, fleuves, lacs, etc.) et 23 % s'infiltrent dans le sol pour constituer les eaux souterraines,.
L'eau renouvelable est composée de 94 % d'eau de pluie (les précipitations efficaces) et de 6 % des cours d’eau entrant sur le territoire. Une étude publiée en juin 2022 par le ministère de la Transition écologique révèle que les ressources en eau renouvelable de la France métropolitaine ont baissé de 14 % entre la période 1990-2001 et la période 2002-2018, passant de 229 milliards de mètres cubes à 197 Gm3. Cette baisse s’explique par la réduction du volume des précipitations nettes de l'évapotranspiration. Les précipitations ont baissé de 6 % en moyenne à partir de 2002, et l'évapotranspiration s'est accrue de 3 % à partir de 1999. La baisse de la ressource atteint entre 9 % et 28 % dans les sous-bassins du Sud-Ouest ; dans le Haut-Rhône, c'est la tendance à la hausse de l'évapotranspiration qui fait surtout reculer les volumes d'eau renouvelable ; sur la côte du Languedoc-Roussillon, l'ensemble des facteurs à la fois font pression sur la ressource.
Cependant la répartition des apports est inégale dans le temps et l’espace. Ainsi, à la période pluvieuse 1999-2002 succèdent des années plus sèches de 2003 à 2007 puis en 2011. Une faible quantité d’eau est alors disponible pour les ressources en eau. De 2012 à 2016, cette tendance s'inverse et l'année 2013 se classe parmi les plus favorables aux ressources en eau. De même sur le plan géographique, les départements français sont inégalement arrosés, : moins d’un quart du territoire est responsable de plus de la moitié de l’écoulement total. Les précipitations annuelles moyennes en métropole s’échelonnent ainsi de 500 à 2 000 millimètres en fonction de la situation géographique : elles sont minimales dans les secteurs de plaine éloignés des côtes, et maximales dans les zones de montagne et sur le littoral. En outre-mer, les précipitations moyennes dépassent fréquemment 3 000 millimètres et peuvent atteindre des valeurs supérieures à 5 000 millimètres. De plus les réseaux d’écoulement de l’eau (bassins fluviaux, aquifères) sont d’importance et de configuration variables. L’existence de réserves locales (eaux souterraines, lacs et glaciers des bassins alpins) tend à contrebalancer ces contrastes saisonniers.
Les données de volume des pluies sont obtenues à l’aide de pluviomètres qui mesurent la hauteur de pluie tombée. L'observation des précipitations est assurée par Météo-France, qui collecte les données sur un réseau de stations pluviométriques, mais également auprès d’observateurs bénévoles. En janvier 2020, 2 942 stations pluviométriques automatiques ou manuelles étaient réparties sur l’ensemble du territoire.

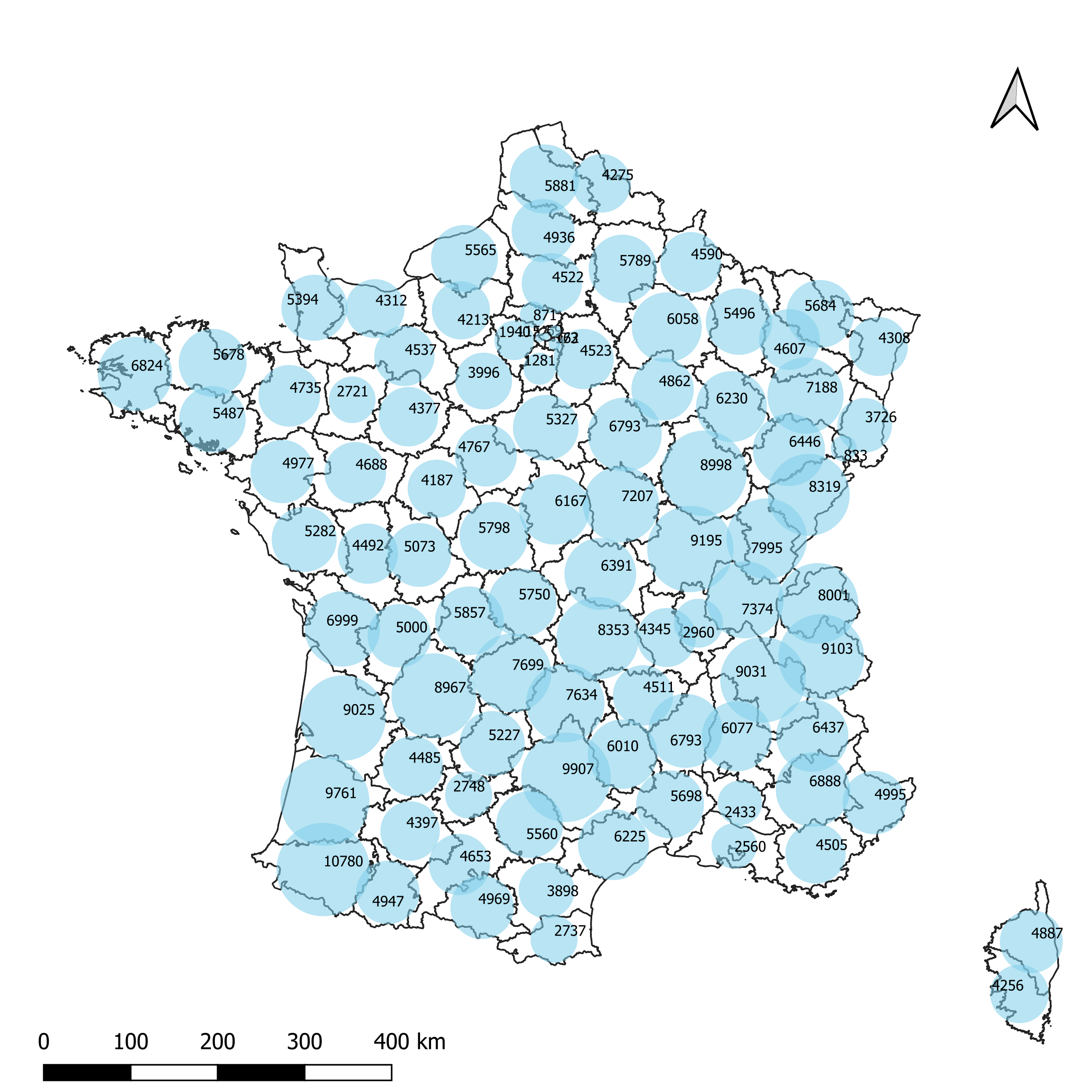
Carte des volumes des précipitations totales par département en France métropolitaine en 2016 (en millions de mètres cubes).
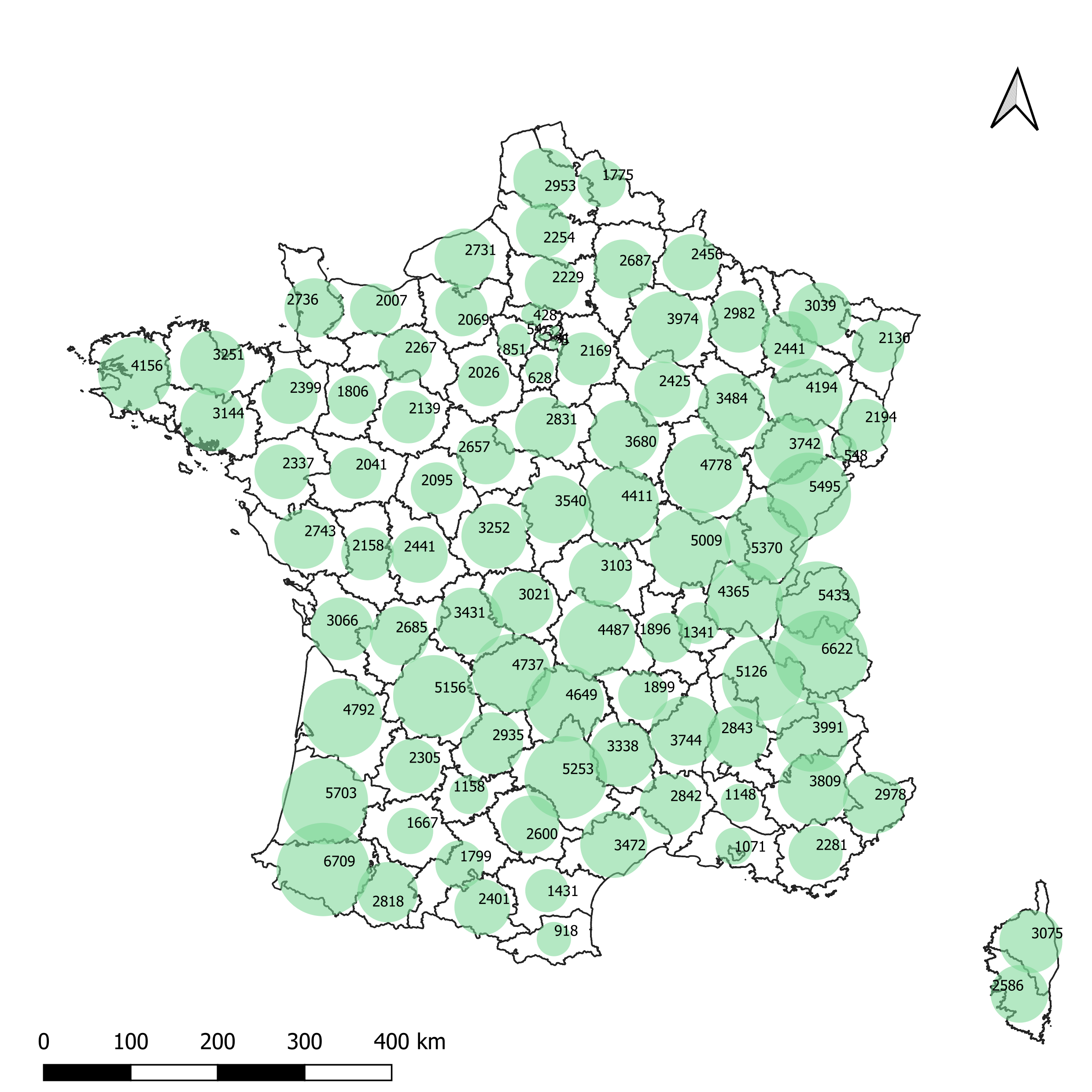
Carte des volumes des précipitations efficaces par département en France métropolitaine en 2016[N 2].

#### Ressources renouvelables et niveaux de rareté hydrique du pays
Les ressources en eau renouvelables (internes et externes) comprennent le débit annuel moyen des rivières et la recharge des aquifères générée par les précipitations endogènes, ainsi que les ressources en eau qui ne sont pas générées dans le pays, telles que les apports des pays en amont (eaux souterraines et eaux de surface) et une partie de l'eau des lacs et/ou rivières frontaliers. Les eaux non renouvelables comprennent les masses d'eau souterraines (aquifères profonds) dont le taux de recharge est négligeable à l'échelle de temps humaine. Selon Aquastat, le système d'information mondial de la FAO sur l'eau et l'agriculture, les ressources en eau renouvelables totales s'établissent pour la France à 211 km3/an et à 3 277 m3/an/hab. en 2014, et sont estimées à 3 064 m3/an/hab. en 2020,.
L’Index Mundi, affiche des données similaires avec, en 2018, 2 981 m3/an/hab., la France se classant ainsi au 86e rang pour les ressources renouvelables internes en eau douce par habitant , sur un total de 180 pays. Cet indicateur est en diminution régulière depuis 1962 où il s'établissait à 4 175 m3/hab..
L'indicateur de Falkenmark exprime le niveau de rareté de l'eau dans une région donnée comme la quantité d'eau douce renouvelable disponible pour chaque personne chaque année. Trois niveaux de dépendances des pays par rapport aux ressources en eau sont définis, :
1. Pénurie hydrique - Les ressources sont intérieures à 1 000 m3 par habitant par an ;
2. Stress hydrique Les ressources sont comprises entre 1 000 et 1 700 m3 par habitant par an ;
3. Vulnérabilité hydrique - Les ressources sont comprises entre 1 700 et 2 500 m3 par habitant et par an.

Ainsi, s'il est usuel de dire que la France fait partie des pays disposant de ressources hydriques importantes, celles-ci baissent et, dans un avenir proche, le pays pourrait passer en-dessous du seuil de vulnérabilité hydrique fixé à 2 500 m3/hab./an.

#### Niveau de dépendance hydrique du pays
L'indice de dépendance est un indicateur exprimant le pourcentage de ressources en eau renouvelables totales provenant d'autres pays. Pour la France, cet indicateur est de 5,5 %, selon Aquastat.

### Empreinte eau
Comme pour l'empreinte carbone, l'empreinte eau est l’estimation du volume consommé pour satisfaire l’ensemble des besoins du pays (pour l’alimentation, l’habitation, les transports etc.), y compris à travers les importations. D’après le centre d’information sur l’eau, on estime ainsi que l’empreinte eau de la France s’élève à 110 Gm3 par an, soit 1 875 m3 par personne et par an, dix fois plus que notre consommation domestique d’eau potable. Elle est supérieure à la moyenne mondiale (169 m3/hab. – à ce niveau l’empreinte = l’eau consommée sur le territoire) et légèrement en dessous de la moyenne de l’Union européenne (233 m3/hab.). Ces valeurs n’intègrent pas l’eau consommée par l’agriculture pluviale, à savoir celle dépendant exclusivement de la pluie.

### Hydrosystèmes
Un hydrosystème est composé d'eau et de tous les milieux aquatiques associés dans un secteur géographique délimité, notamment un bassin versant. Il s'agit de l'ensemble des éléments d'eau courante, d'eau stagnante, semi-aquatiques, terrestres, tant superficiels que souterrains et de leurs interactions. Un hydrosystème peut comprendre un ou plusieurs écosystèmes. Les salinité, zone photique, zone aphotique, zone pélagique, zone benthique, sont des caractéristiques d'un hydrosystème. Avec l'augmentation de la pollution, le changement des habitudes migratoires, l'urbanisation et l'augmentation de la population, beaucoup d’hydrosystèmes peuvent avoir leur fonctionnement hydraulique et biologique perturbés et être en danger. De même toute perturbation du grand cycle de l'eau, comme une diminution des précipitations ou une augmentation des températures et des sécheresses ont une influence dans le fonctionnement des hydrosystèmes.

### Impact du réchauffement climatique
Le dérèglement climatique va affecter durablement le grand cycle de l'eau de la France. D'une manière générale, l'Europe du Sud se situe en bordure haute de la zone qui devrait connaître, en moyenne, de moindres précipitations annuelles. La partie septentrionale du pays est moins susceptible d’être affectée par cette raréfaction, sans en être totalement exempte pour autant. D’après les experts de l'Institut national de recherche pour l'agriculture, l'alimentation et l'environnement (INRAE) auditionnés en 2022, les eaux de surface seront les plus affectées. Les débits moyens annuels des cours d’eau devraient baisser significativement, de l’ordre de 10 à 40 %, en particulier sur les bassins Seine-Normandie et Adour-Garonne et la baisse des débits d'étiage devrait être encore plus forte. Les débits minimum biologiques pourraient être atteints sur de nombreux cours d’eau, en particulier dans le Sud-Ouest. Il en est de même des ressources souterraines pour lesquelles le rythme de recharge des nappes devrait se ralentir, avec des temps de recharge plus longs, à pression anthropique constante. Autrement dit, pour conserver un niveau piézométrique constant des nappes, il faudra probablement moins les exploiter.
Plus généralement, les experts considèrent que la France va être exposée à une plus grande variabilité intra-annuelle et interannuelle des précipitations, avec un accroissement des contrastes spatiaux et temporels. La forte variabilité du régime des précipitations que connaîtra chaque territoire induira une grande variabilité de la ressource, qui deviendra mécaniquement plus difficile à prévoir et donc à gérer.

## Eaux continentales

### Eaux superficielles
Les eaux superficielles sont les eaux qui circulent à la surface du sol. Elles comprennent les eaux de surface continentales (cours d'eau, plans d'eau, canaux, réservoirs), à l'exception des eaux souterraines, et les eaux littorales (eaux côtières et eaux de transition).

#### Cours d'eau
Jusqu'en 2016, aucun texte législatif ne définissait en France la notion de cours d’eau. Ce n'est qu'avec la loi du 8 août 2016 pour la reconquête de la biodiversité, de la nature et des paysages que cette lacune est comblée. L'article 118 de cette loi insère un nouvel article L. 215-7-1 dans le code de l'environnement précisant que « constitue un cours d'eau un écoulement d'eaux courantes dans un lit naturel à l'origine, alimenté par une source et présentant un débit suffisant la majeure partie de l'année. L'écoulement peut ne pas être permanent compte tenu des conditions hydrologiques et géologiques locales. ». Les trois critères cumulatifs caractérisant un cours d'eau sont : la présence et la permanence d’un lit naturel à l’origine, l’alimentation par une source et la permanence d’un débit suffisant une majeure partie de l’année.
Selon le site du service public d'information sur l'eau, l'ensemble des rivières françaises représente une longueur totale de 620 000 km dont 430 000 km en France métropolitaine, 182 000 km en Guyane, 3 700 km en Guadeloupe, 4 100 km en Martinique, 3 500 km à La Réunion et 1 000 km à Mayotte.

#### Plans d'eau
Les plans d’eau désignent une étendue d’eau douce continentale de surface, libre stagnante, d’origine naturelle ou anthropique, de profondeur variable. Il peut s’agir de lacs, retenues collinaires, étangs, gravières, carrières ou marais. L'ensemble des plans d'eau français représente une surface totale de 623 000 ha dont : 352 000 ha en France métropolitaine, 38 000 ha en Guyane, 1 600 ha en Guadeloupe, 326 ha en Martinique, 435 ha à la Réunion, 24 ha à Mayotte.
Le nombre de plans d’eau est évalué à 25 000, dont quelques-uns sont de grands lacs. Ces derniers se trouvent notamment :
- dans les zones de montagne, en particulier dans les Alpes et le massif central : lac Léman, lac d'Annecy, lac de Vassivière, etc. ;
- sur le littoral aquitain : Lac d'Hourtin et de Carcans, lac de Lacanau, etc. ;
- dans la région Grand Est, où plusieurs lacs-réservoirs ont été créés au XXe siècle pour la gestion des crues et des étiages de la Seine : lac du Der-Chantecoq, lac d'Orient, etc. ;
- dans les Pays de la Loire : lac de Grand-Lieu ;
- en Guyane, où le lac du barrage de Petit-Saut a été créé en 1994 pour une production hydroélectrique[25].

#### Canaux
Les canaux sont des cours d'eau artificiels, de section ouverte, navigables ou non. Il en existe trois grands types : lits de rivière canalisée, constructions d'un canal latéral ensuite rempli avec l'eau de la rivière, ou constructions de toutes pièces là où il n’existait pas de cours d'eau. En France les rivières et canaux navigables sont gérés majoritairement par l'établissement public Voies navigables de France qui s'est vu confier 6 700 km de réseau. Environ 700 km de réseau sont directement gérés par l'Etat ou par ses ports autonomes. Le reste est confié aux collectivités territoriales (régions, départements).

#### Eaux littorales
Les eaux littorales comprennent les eaux de transition et les eaux côtières.
Les eaux de transition sont des eaux de surface situées à proximité des embouchures de rivières ou de fleuves, qui sont partiellement salines en raison de leur proximité des eaux côtières mais qui restent fondamentalement influencées par des courants d'eau douce.
Les eaux côtières sont des écosystèmes salés. Les apports d’eau douce du continent peuvent toutefois provoquer des différences de salinité d’une eau côtière à l’autre. Au niveau de la côte, elles se situent dans la zone de balancement des marées pour l'Atlantique, la Manche et la Mer du Nord. En Méditerranée et certaines zones où l'influence de la marée est inférieure à 1 m, elles sont définies par la ligne de base droite. Vers le large, leur limite est plus difficile à positionner puisque le passage de l’écosystème côtier à l’écosystème marin est hétérogène car il dépend principalement des fonds marins (de la bathymétrie et de la nature des fonds) et de la courantologie, elle-même relativement variable dans le temps pour un même lieu géographique.

### Eaux souterraines
Les eaux souterraines sont constituées des réserves d’eau stockées dans les roches poreuses et perméables du sous-sol. L'eau est stockée dans des zones appelées aquifères, composées de roches poreuses et/ou fissurées. Elle peut s’accumuler dans ces espaces vides pour former des nappes, qui occupent tout ou partie de l’aquifère. Les nappes phréatiques sont celles qui se trouvent près de la surface. Leur faible profondeur les rend facilement accessibles pour les activités humaines.
La plus grande nappe phréatique d'Europe est la nappe phréatique rhénane, qui intéresse en partie la France.

### Qualité des eaux continentales
À la suite des actions humaines, les milieux aquatiques sont modifiés et parfois dégradés. Les dégradations de la qualité de l’eau peuvent être d’origine ponctuelle (urbaine, industrielle, …), ou diffuse. L'altération d’un des paramètres du milieu peut provoquer une perturbation générale de tout l’équilibre naturel. Une eau considérée en bon état (au titre de la Directive Cadre sur l’Eau) est une eau qui permet une vie animale et végétale, riche et variée, une eau exempte de produits toxiques, une eau disponible en quantité suffisante pour satisfaire tous les usages. L’évaluation de l’état des masses d’eau prend en compte des paramètres différents (biologiques, chimiques ou quantitatifs) suivant qu’il s’agisse d’eaux de surface (douces, saumâtres ou salées) ou d’eaux souterraines.

#### Eaux de surface

Diagramme de détermination du bon état des eaux de surface.

Une masse d’eau de surface est considérée en bon état lorsque l'état écologique et l'état chimique de celle-ci sont au moins bons. L'état écologique est déterminé à l’aide d’éléments de qualité : biologiques (espèces végétales et animales), hydromorphologiques et physico-chimiques, appréciés par des indicateurs (par exemple les indices invertébrés ou poissons en cours d’eau). L’état chimique d’une masse d’eau de surface est déterminé au regard du respect des normes de qualité environnementales (NQE) par le biais de valeurs seuils. Deux classes sont définies : bon (respect) et pas bon (non-respect). 41 substances sont contrôlées : 8 substances dites dangereuses (annexe IX de la DCE) et 33 substances prioritaires (annexe X de la DCE).
| 44,2 % en bon ou très bon état écologique 62,9 % en bon état chimique |

Sur la période 2009-2015, l'état écologique des cours d'eau et des plans d'eau s'améliore légèrement, mais plus de la moitié ne sont pas en « bon état » en 2015. Les opérations d'échantillonnage piscicole réalisées sur les cours d'eau indiquent toutefois que 53 % des sites suivis sont classés de bonne à très bonne qualité entre 2016 et 2017. En juin 2020, 21 % des 1 372 espèces aquatiques évaluées en métropole et en outre mer sont éteintes ou menacées. Considérés comme les principaux réservoirs d'importance écologique, 38 % des 132 sites humides emblématiques évalués se sont dégradés sur la période 2000-2020. La part des masses d'eau superficielles évaluées en bon état chimique est passée quant à elle passée de 43,1 % à 62,9 %. L'une des principales sources de dégradation est la pollution chimique ou physico chimique. De nombreuses substances chimiques et organiques (pesticides, nitrates, phosphates, micropolluants, etc.) provenant des activités industrielles, agricoles ou domestiques, atteignent les eaux et peuvent avoir des effets néfastes sur les écosystèmes aquatiques et sur la santé humaine,.

#### Eaux littorales
| 44 % en bon état écologique 80 % en bon état chimique |

En 2015, 44 % des 273 masses d'eau littorales sont en bon état ou en très bon état (ou potentiel) écologique : 51 % des 179 masses d’eau côtières et 30 % des 94 masses d’eau de transition. La part des eaux côtières et de transition en état écologique moyen est respectivement de 36 % et 27 %. En Adour-Garonne, 100 % des eaux côtières sont en très bon et bon état écologique. Dans les districts de la Loire et de la Seine la part des masses d’eau dans ce cas reste également élevée avec, 72 % des masses d’eau côtières du district de la Loire et 63 % du district de la Seine. La part est plus faible en Méditerranée continentale (59 %), à la Réunion (58 %), en Corse (57 %) et à Mayotte (41 %).
La part de masses d’eau littorales en mauvais état chimique est de 20 %. Cela concerne 16 masses d’eau côtières (soit 9 %) et 38 masses d’eau de transition (soit 40 %). La plupart de ces masses d’eau sont situées dans les districts : Seine et cours d’eau côtiers normands, Rhône et cours d’eau côtiers méditerranées et cours d’eau de la Corse.

#### Eaux souterraines

Diagramme de détermination du bon état des eaux souterraines.

Le bon état d’une eau souterraine est l’état atteint par une masse d’eau souterraine lorsque son état quantitatif et son état chimique sont au moins "bons". L'état quantitatif est bon lorsque les prélèvements ne dépassent pas la capacité de renouvellement de la ressource disponible, compte tenu de la nécessaire alimentation des écosystèmes aquatiques. L’état chimique est bon lorsque les concentrations en polluants dues aux activités humaines ne dépassent pas les normes et valeurs seuils, lorsqu’elles n’entravent pas l’atteinte des objectifs fixés pour les masses d’eaux de surface alimentées par les eaux souterraines considérées et lorsqu’il n’est constaté aucune intrusion d’eau salée due aux activités humaines.
| 89,8 % en bon état quantitatif 69,1 % en bon état chimique |

Le taux de masses d’eau souterraines en bon état quantitatif a peu évolué entre 2009 et 2015, passant de 89,4 % et 89,8%  en bon état quantitatif, la très grande majorité des masses d’eau n’étant pas surexploitée. Les masses d’eau en mauvais état quantitatif sont principalement situées dans le sud-ouest et le centre de la métropole, le pourtour méditerranéen, ainsi que sur les îles de La Réunion et de Mayotte. Concernant l'état chimique des masses d'eau souterraines, il est passé de 58,9 % à 69,1 %. Comme pour les eaux superficielles, l'une des principales sources de dégradation est la pollution chimique ou physico chimique. De nombreuses substances chimiques et organiques (pesticides, nitrates, phosphates, micropolluants, etc.) provenant des activités industrielles, agricoles ou domestiques, atteignent les eaux et peuvent avoir des effets néfastes sur les écosystèmes aquatiques et sur la santé humaine,.

#### Objectif de bon état en 2027
La Directive-cadre sur l'Eau fixe un objectif de bon état pour les masses d’eau à l’horizon 2015, avec une possibilité de report à 2027 en dernière échéance. Le rapportage de la France à la Commission européenne en 2022 sur l’état des masses d’eau est sans appel : 67 % des masses d’eau superficielle (7 646 sur les 11 407) risquent de ne pas atteindre les objectifs environnementaux, dont le bon état écologique en 2027. 14,1 % des masses d’eau souterraine (97 sur les 689) risquent de ne pas atteindre le bon état quantitatif et 40,1 % de ces mêmes masses d’eau (276 sur les 689) risquent de ne pas atteindre le bon état chimique.

## Eaux marines

### Typologie des zones maritimes

Les zones maritimes du droit international de la mer.

La zone économique exclusive (ZEE) est, d'après le droit de la mer, l'espace maritime sur lequel l'État côtier exerce des droits souverains et économiques en matière d'exploration et d'usage des ressources naturelles. Elle s'étend à partir de la ligne de base de l'État jusqu'à 200 milles marins (370,42 km) de ses côtes au maximum ; au-delà il s'agit des eaux internationales.
La France, grâce à ses territoires d'outre-mer, éparpillés dans tous les océans de la planète, possède la première ou la deuxième plus grande zone économique exclusive du monde, selon les méthodes de calcul retenues. L'agence française pour la biodiversité donne une superficie de 10,2 millions de kilomètres carrés, ce qui en fait la deuxième ZEE du monde derrière celle des États-Unis. D'autres sources indiquent qu'il s'agit de la plus grande ZEE du monde avec 11 millions de kilomètres carrés. Les eaux des îles Anglo-Normandes, qui ne font pas partie du Royaume-Uni, et de Monaco sont enclavées au sein de la ZEE française.

## Usages de l’eau

### Prélèvements

#### Connaissance des prélèvements: la BNPE
L’activité humaine nécessite d’importants prélèvements sur les ressources en eau. Il convient toutefois de différencier les prélèvements bruts, qui correspondent à la quantité totale d’eau prélevée dans le milieu, et les prélèvements nets (ou consommations), qui correspondent à la part du prélèvement qui ne retourne pas au milieu naturel. Une partie du prélèvement net est destinée à la satisfaction des besoins/usages consommateurs, et une autre partie est perdue, a priori sans valorisation (évaporation, évapotranspiration non productive, …). Plus de 70 % des prélèvements sont effectués sur les eaux de surface (cours d’eau et plans d’eau) et les 30 % restants proviennent des eaux souterraines.
Le ministère chargé de l'environnement a confié à l’Office national de l'eau et des milieux aquatiques (Onema) la mise en place de la banque nationale des prélèvements quantitatifs en eau (BNPE). Cette mission est assumée depuis le 1er janvier 2017 par l’Agence française pour la biodiversité, devenue Office français de la biodiversité en 2019. L'objectif de la banque est de collecter et de diffuser au niveau national les informations sur les prélèvements quantitatifs en eau sur le territoire français.

#### Prélèvements globaux et par usage
Les prélèvements d’eau déclarés aux agences de l’eau en France métropolitaine ainsi que leur répartition par nature sont variables chaque année : 31 Gm3 en 2006, 33,4 milliards en 2009,, 37 milliards en 2016 et 32,9 milliards en 2019.
En 2016, les 37 milliards de m3 prélevés, tous usages confondus (hors barrages hydroélectriques), se répartissaient en : 36,5 Gm3 en métropole (33,4 en 2009) et 340 Mm3 pour l’ensemble des départements d’outre-mer. Plus de la moitié (20,8 Gm3) est destinée à la production d’énergie, pour le refroidissement des centrales thermiques classiques ou nucléaires principalement. Les autres grands usages de l’eau en France sont les suivants : l’alimentation des canaux (4,7 milliards), l’alimentation en eau potable (5,4 Gm3), l’industrie (2,5 milliards), l’irrigation (3,2 milliards).
En 2019, les 32,9 Gm3 prélevés se répartissent en : 49 % pour le refroidissement des centrales électriques, 16 % pour l’alimentation des canaux, 16 % pour l’alimentation en eau potable, 8 % pour l’industrie, 10 % pour l’irrigation et 1 % pour d'autres usages.

#### Prélèvements par type de ressource
70 % eaux de surface
30 % eaux souterraines
En 2016, plus des deux tiers (70,4 %) des prélèvements sont effectués en eau de surface continentale (cours d’eau et plans d’eau), en particulier parce que la grande majorité de l’eau prélevée pour refroidir les centrales électriques et la totalité de celle prélevée pour l’alimentation des canaux (les plus importants volumes prélevés) proviennent d’eau de surface. L’alimentation en eau potable est plutôt réalisée à partir de prélèvements issus des eaux souterraines (à hauteur de 65,1 %). En dehors de ces usages, les prélèvements se répartissent globalement pour deux tiers en eaux de surface continentales et un tiers en eaux souterraines.

### Consommation
L’eau consommée est égale à la différence entre le volume d’eau prélevé et le volume restitué aux milieux aquatiques après usage (par exemple, l’essentiel de l'eau de refroidissement des centrales électriques ou les eaux usées urbaines après assainissement). En moyenne, entre 2010 et 2018, le volume annuel d’eau consommée est estimé à 4,1 Gm3 en France métropolitaine (soit environ 15 % des 27,8 Gm3 d’eau prélevée, hors alimentation des canaux), ce qui représente 23 m3 par habitant. L’agriculture est la première activité consommatrice d’eau avec 57 % du total, devant l’eau potable (26 %), le refroidissement des centrales électriques (12 %), et les usages industriels (5 %).

### Eau potable

Évolution prélèvements d’eau douce pour l’alimentation en eau potable en France métropolitaine sur la période 1994-2013.

Répartition par région en 2016 des prélèvements d'eau destinés à l'alimentation en eau potable en France métropolitaine.

#### Évolution chronologique
Selon une étude réalisée par l’Institut français de l'environnement en 2005, les volumes prélevés pour l’alimentation en eau potable ont augmenté régulièrement depuis les années 1950 jusqu’au milieu des années 1980, en lien avec l’augmentation de la population et l'amélioration du confort des ménages avec la croissance économique. Entre 1985 et le milieu des années 2000, les prélèvements sont restés relativement stables (autour de 6 Gm3/an), une stabilisation est intervenue sous l’effet conjugué d’une stabilisation de la consommation des maisons individuelles, d’une légère réduction de celles des habitations collectives et d’une diminution plus substantielle de celle des activités économiques et des services publics et collectifs raccordés au réseau. Depuis 2005, une nouvelle tendance est observable, à la baisse cette fois-ci : les prélèvements pour la production d’eau potable ont baissé de 6 % entre 2005 et 2009, tandis que la population a continué d’augmenter de 7 % entre 1999 et 2009. Les conditions climatiques peuvent toutefois avoir une influence, à l’image du pic de 2003. Le graphique suivant présente l’évolution des prélèvements d’eau douce pour l’alimentation en eau potable en France métropolitaine sur la période 1994-2013.

#### Répartition géographique
Sur les 5,4 Gm3 prélevés en 2016 en vue de la distribution d'eau potable, plus des deux tiers (65,1 %) sont issus des eaux souterraines. Dans neuf des treize régions métropolitaines, la proportion d’eau souterraine prélevée se situe au-dessus de 50 % ; pour sept d’entre elles, elle est même au-dessus de 75 %. Pour les 4 régions restantes, l’eau destinée à la potabilisation est majoritairement issue d’eau de surface continentale.

#### Consommation par ménage
En retenant un ratio de 2,28 personnes par foyer, la consommation moyenne d’eau d’un ménage s’établit à 123 m3 par an. Cela correspond à une consommation moyenne journalière de 146 litres d’eau potable par personne. La consommation moyenne d’eau potable par habitant est relativement stable depuis 2010, d’après les données issues de SISPEA (148 litres par jour par habitant en 2010). Après une hausse observée entre 1998 et 2004, la consommation d’eau potable domestique a diminué entre 2004 et 2011 et se stabilise depuis.

### Agriculture

#### Évolution de l'irrigation
La pratique de l'irrigation a doublé en France entre 1975 et 1990, avant de stagner voire de régresser jusqu'en 2010. La surface agricole irriguée en 2010 est de 1,57 million d’hectares. Le recensement agricole de 2010 met en évidence, pour la première fois, une stagnation de la surface irriguée qui, auparavant, ne cessait de croître. La surface métropolitaine irriguée représente 5,8 % de la surface agricole utile (SAU) nationale. Cette dernière perd à nouveau 900 000 ha en dix ans. Par contre, les surfaces équipées, c’est-à-dire qui peuvent être irriguées, sont en diminution pour la première fois (-12 % par rapport à 2000). Cette diminution est principalement localisée dans les bassins Adour-Garonne et Rhône-Méditerranée. Mais selon les chiffres du Recensement général agricole 2020, on constate une augmentation de 14 % de la surface irriguée entre 2010 et 2020. Certaines régions déjà en grand déficit hydrique augmentent ainsi la pression sur leurs ressources. Par exemple la région Occitanie, qui connaît déjà de grandes difficultés dans la gestion de l’eau, voit une augmentation de 12,90 % de sa surface agricole utile irriguée. D’autres régions commencent à prendre cette direction. C’est le cas des Hauts-de-France, où l’irrigation explose : à surface agricole utile quasi constante, l’irrigation a augmenté de près de 78 %.

#### La question du maïs
Un rapport d'expertise collective, réalisé par l'INRA et publié en 2006, fait le point sur la vulnérabilité de l'agriculture française à un risque accru de manque d'eau et les modalités pour y remédier. Ce rapport fait état qu’en 2000, la production de maïs (grain et semence) représentait 50 % de la sole irriguée en France, soit environ 781 000 ha (66 % dans le Sud-Ouest), suivi de l'horticulture (18 %) et des oléagineux (10 %). La production nationale de maïs est relativement stable dans les années 2000 et 2010, puisqu'elle passe de 15,9 millions de tonnes en 2000 à 15,5 en 2021. La situation est toutefois variable selon les bassins et départements, puisque par exemple dans le bassin Sèvre Niortaise et Mignon, territoire de nombreux conflits, le maïs grain, qui représentait plus de 80 % des surfaces irriguées au début des années 2000, n’en occupe plus qu’un tiers en 2022. Dans le département des Deux-Sèvres, les surfaces de maïs irrigué (grain et ensilage) ont été divisées par deux en 10 ans et par presque trois en 20 ans, entre 2001 et 2022.
Le maïs n'est en soi pas une plante gourmande en eau, puisqu'il s'agit d'une plante dite « en C4 », dont la photosynthèse est très efficace et permet de perdre moins d'eau que d'autres plantes. Mais il s'agit d'une plante estivale à savoir que sa croissance intervient entre juin et août, une période de l’année où la plante est particulièrement sensible au stress hydrique et où les précipitations sont les plus faibles, alors que la ressource en eau est la plus rare. C’est la raison pour laquelle le maïs a de gros besoins en irrigation : en 2021, 35,1 % des surfaces cultivées de maïs grain ont été irriguées, contre 4,8 % des surfaces de blé et 4 % pour les autres céréales. Le maïs fourrage, lui, est faiblement irrigué car cultivé dans des régions moins sèches : en 2020, seul 6,1 % de sa surface totale a été irriguée.

### Énergie

#### De l'eau pour refroidir les centrales

Évolution entre 1994 et 2013 des volumes prélevés pour la production d'électricité.

Les volumes prélevés pour la production d’énergie ont été marqués par une très forte augmentation dès la fin des années soixante. Cette tendance a été accentuée dans les années soixante-dix lorsqu’à la suite du choc pétrolier, le recours aux centrales thermiques pour la production d’énergie s’est développé. Depuis le début des années quatre-vingt-dix, les prélèvements semblent relativement stables. Le passage d’un grand nombre de centrales fonctionnant en « circuit ouvert » à un fonctionnement en « circuit fermé » a permis de réduire les besoins en eau du secteur.
Des fluctuations existent d’une année sur l’autre en fonction de contraintes d’exploitation et des conditions climatiques. Ainsi, les années chaudes, comme 2003 et 2005, se distinguent avec des volumes prélevés un peu plus élevés. Le niveau relativement bas des prélèvements en 2011 est lié à des opérations de maintenance ayant entraîné l’arrêt momentané de certains réacteurs. Depuis 2005, une légère tendance à la baisse des prélèvements, indépendante de l’évolution de la production totale d’électricité issue de l’ensemble des centrales, apparaît. Celle-ci résulte notamment d’un moindre recours aux quatre centrales les plus grosses, équipées de circuits de refroidissement ouverts.

#### De l'eau pour produire de l'électricité
L'eau est une ressource directement utilisée pour la production hydroélectrique. En 2021, elle couvre 10 % de l’électricité consommée, avec un parc installé de 25 718 MW et une production hydraulique de 58,4 TWh. Les trois plus grandes régions hydroélectriques sont en 2021 la région Auvergne-Rhône-Alpes avec 46 % de la puissance installée en France, la région Occitanie avec 21 % et la région Provence-Alpes-Côte d’Azur avec 12 %. L’hydroélectricité présente l’avantage de ne pas consommer d’eau, puisque c’est la même quantité d’eau en amont et en aval des turbines. La disponibilité de l'eau est par contre stratégique pour le maintien ou le développement de la production hydroélectrique, qui ne peut que baisser les années où la pluviométrie faible réduit les débits des cours d'eau ou le niveau de remplissage des lacs de retenue. On observe une variation de plus de 30 % entre les bonnes et les mauvaises années de production hydroélectrique.

### Industrie
En 2019, le secteur industriel représente 8,1 % des prélèvements d'eau, soit 2,7 Gm3, mais depuis le début des années 2000, l'eau prélevée pour l’utilisation industrielle a tendance à baisser (-29 % entre 2003 et 2017), sous l'effet combiné de la désindustrialisation, de procédés plus économes en eau et du recours à des systèmes de circuits fermés où la même eau peut être utilisée plusieurs fois. Pour le secteur industriel, le recyclage de l'eau a constitué une réponse efficace aux défis d'approvisionnement en eau et c'est le secteur qui semble le plus capable de résister aux pénuries possibles dans l'avenir.

### Navigation et alimentation des canaux
Si le transport de marchandises par voie fluviale représente seulement 2 % du total des marchandises transportées et stagne en volume 
depuis 15 ans, il joue un rôle important pour certaines catégories de biens comme les pondéreux, en évitant du transport plus coûteux et plus polluant par la route. Chaque année, ce sont 5 Gm3 d'eau qui sont pris dans les fleuves et rivières pour alimenter les canaux de navigation ou ces réservoirs. Mais les sécheresses peuvent venir perturber le fonctionnement des voies navigables. En 2023, pour faire face à un déficit hydrologique lié à une sécheresse hivernale, Voies navigables de France décide de retarder d’un mois la remise en eau du Canal du Midi, qui a lieu le 15 mars alors qu’habituellement l'ouvrage est ouvert à la navigation à la mi-février. Il s’agit d’une première depuis 1959. Cette mesure permet une économie d’environ 400 000 mètres cubes d’eau, sur un total de 6 millions de mètres cubes et compenser le faible niveau de remplissage des barrages-réservoirs alimentant le canal (55 % contre 85 % à la même époque en 2022).

### Activités touristiques et de loisir
Le secteur des loisirs et du tourisme, qui assure environ 10 % du PIB national, est aussi très dépendant de la disponibilité de l’eau, soit qu’il utilise l’eau comme support, comme le tourisme de plans d’eau ou de rivière ou des sports d’eau vive, soit qu’il prélève l’eau comme ressource, comme le ski ou le golf. La pratique du ski nécessite d'avoir recours à de la neige de culture, fabriquée à partir de retenues d’eau d’altitude et couvrant près de 30 % des pistes en France (contre 60 à 70 % en Autriche et en Italie) et assurant environ 10 % de l’enneigement total des pistes sur une saison. La fabrication de neige de culture nécessite environ 25 millions de mètres cubes d’eau prélevés par an, cette eau étant restituée aux milieux à travers la fonte de printemps. Elle pose toutefois des questions avec la raréfaction de la ressource en eau. La pratique du golf dépend aussi de la disponibilité en eau pour arroser les terrains, en particulier les greens, et a en particulier soulevé des polémiques lors de la sécheresse de 2022,.

## Petit cycle de l’eau

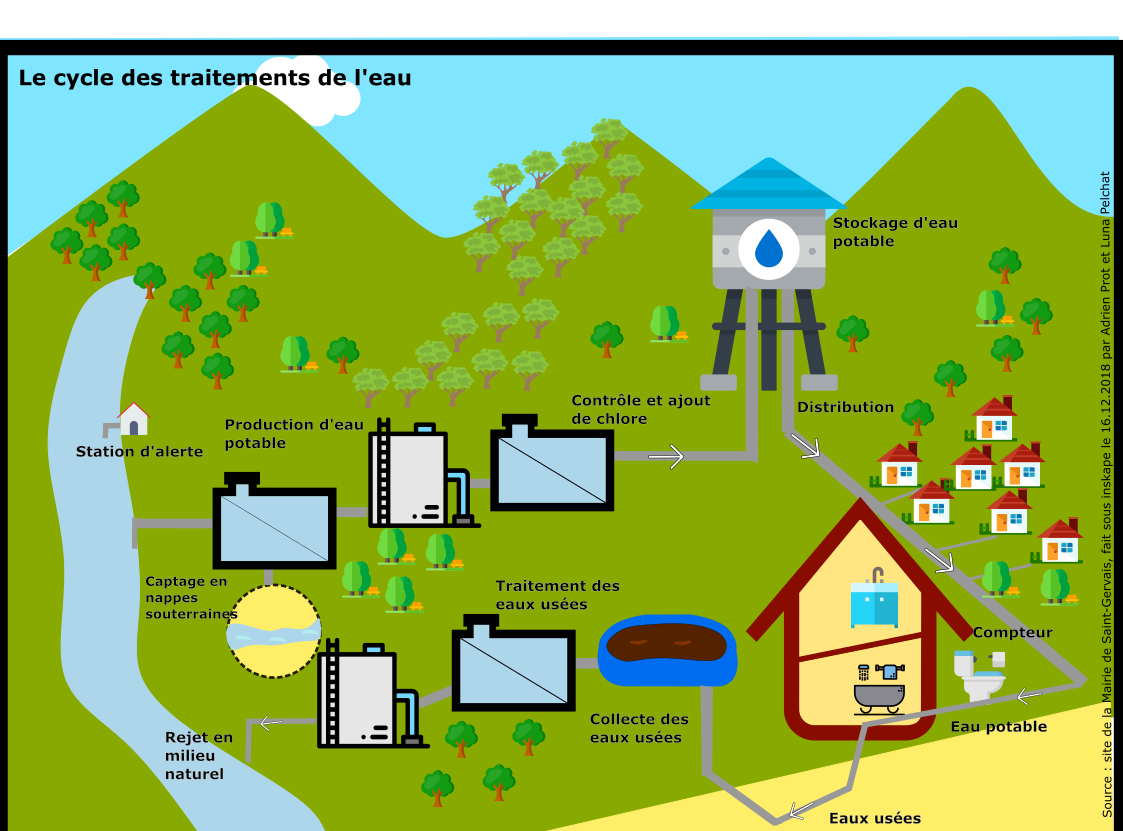
Schéma des différentes étapes du petit cycle de l'eau.

Le « petit cycle » de l’eau désigne les opérations menées autour des usages domestiques : pompage, potabilisation, stockage puis distribution, jusqu’au rejet des eaux usées dans les réseaux d’assainissement et leur traitement en station d’épuration avant restitution à la nature. Des opérations de dessalement peuvent être envisagées dans certains cas spécifiques.

### Puisage ou captage de l’eau
Le captage des eaux souterraines s'effectue soit à partir d'une source ou d'une résurgence, soit le plus souvent par des forages (jusqu'à 700 m de profondeur). Les eaux de forage sont en général de meilleure qualité ; du fait de leur éloignement de la surface, elles sont en effet davantage protégées de la pollution. En 2019, l’alimentation en eau potable de la population française est assurée par plus de 38 000 captages ou ouvrages de prélèvement. Chaque année, ce patrimoine se réduit du fait de l’abandon de certains équipements. Ainsi, sur la période 1980-2019, près de 12500 captages d’eau potable ont été fermés, la première cause d’abandon étant la dégradation de la qualité de la ressource en eau.
La loi sur l'eau du 3 janvier 1992 fait obligation aux communes de protéger les captages à l'aide de périmètres de protection situés autour des points de prélèvement des eaux superficielles ou souterraines. On distingue trois types de périmètres : 
- le périmètre de protection immédiate (clôture située aux abords de l'ouvrage) permet d'éviter les déversements et infiltrations d'éléments polluants ; les terrains situés à l'intérieur du périmètre de protection immédiate doivent être acquis par le service des eaux en pleine propriété. Depuis 2020 le périmètre de protection immédiate est la règle pour les captages d’eau d’origine souterraine, « dont le débit exploité est inférieur, en moyenne annuelle, à 100 m3 par jour »[73] ;
- le périmètre de protection rapprochée dépend des caractéristiques des nappes aquifères et de la nature des pollutions possibles ; à l'intérieur du périmètre de protection rapprochée, toutes les activités ou installations de nature à nuire directement ou indirectement à la qualité des eaux peuvent être interdites (cultures, stockage de produits toxiques, dépôts, etc...) ;
- le périmètre éloigné concerne les mêmes activités que le périmètre de protection. Dans cette zone, elles peuvent être soumises à une réglementation les limitant.

### Stockage de l’eau
La France ne retient qu’assez peu l’eau qu’elle reçoit : seulement 4,7 % du flux annuel d’eau est stocké en France (les barrages ont une 
capacité de 12 Gm3 pour une pluie efficace de 190 à 210 Gm3), alors que l’on atteint presque 50 % en Espagne (54 Gm3 sur 114 Gm3 de pluies efficaces). Mais la politique de stockage de l’eau est très critiquée et n’est pas considérée de manière consensuelle comme une solution durable, notamment en ce qui concerne l'eau à usage agricole.
Les différents impacts potentiels de l’implantation d'une retenue ou d'un ensemble de retenues sont de trois ordres : quantitatifs (modifications de l'hydrologie et des  débits des cours d’eau ainsi que du bilan hydrique pouvant amener une augmentation des sécheresses), qualitatifs (modifications hydromorphologiques, impacts physico‐chimiques et biologiques) et économiques et sociétaux (conflits d'usage, guerre de l'eau). Des pistes de solution existent néanmoins pour limiter leur impact, voire pour avoir une approche différente de la gestion quantitative et qualitative de la ressource en eau.

### Transferts d'eau

#### Historique
Le transport de l’eau, parfois sur de longues distances, peut être naturel ou artificiel. Ainsi, une partie de l'eau du Danube supérieur est détournée vers le Rhin, par un phénomène naturel de capture, désigné par l'expression « pertes du Danube ». Même le transfert d'eau dû à l'être humain peut être très ancien. Pour déplacer l’eau, les ouvrages utilisent la gravité, la circulation de l’eau étant possible même avec une pente faible (15 à 25 cm/km). En France, les principaux transferts d’eau entre bassins sont situés dans le Sud-Est avec le canal de Marseille, construit entre 1834 et 1849, long de 80 km, qui alimente Marseille à partir des eaux de la Durance, ou encore avec le canal de Provence, construit bien plus tard, dans les années 1960, long de 216 km, fournissant l’eau à Aix-en-Provence et Marseille mais aussi aux exploitations agricoles et industrielles situées le long de son tracé à partir du Verdon et à travers un système de barrages et retenues.
L'eau de la Loire supérieure est détournée vers l'Ardèche et donc le bassin-versant du Rhône.

#### Le projet Aqua Domitia
Un projet de transfert d'eau entre le Rhône et l'Hérault et l'Aude a été lancé au début des années 2010. Le programme Aqua Domitia, soutenu par la région Occitanie, vise à alléger la pression sur la ressource en eau déficitaire des secteurs de Montpellier et Narbonne et à sécuriser l’approvisionnement en eau potable (dans un secteur en forte progression démographique) et en eau d’irrigation. Une canalisation enterrée de 130 km d’une capacité de 2,5 m3 par seconde devrait apporter 8 millions de mètres cubes en provenance du Rhône (à Fourques), fleuve disposant encore d’un débit élevé en été, se substituant à des prélèvements équivalents aujourd’hui dans les nappes et les cours d'eau du Gard, de l’Hérault et de l’Aude. Le programme Aqua Domitia est porté par la Région Occitanie, qui en a confié la réalisation au Groupe BRL, concessionnaire du Réseau Hydraulique Régional. Sa première phase s'est achevée en 2016. Elle sécurise les besoins en eau potable d'une grande partie du littoral, grâce aux Maillons Sud Montpellier et Littoral Audois, et assure la desserte de plus de 2000 nouveaux ha irrigués, mis en eau grâce aux 1ères tranches des Maillons Biterrois et Nord Gardiole. Certains chercheurs portent toutefois un regard critique sur le projet, invoquant la question du partage de l’eau mais aussi des charges de l’investissement et du fonctionnement, le coût extravagant du volet agricole pour des usages aléatoires, la non prise en compte d’expériences comparables dans le bassin Méditerranéen, l’utilisation trop orientée d’un socle de connaissance incomplet et proposent de recourir à des solutions alternatives.

### Traitement de potabilisation de l’eau
Les principaux traitements nécessaires à la potabilisation de l'eau sont l'élimination des matières suspendues dans l'eau, sa désinfection et sa clarification, la régulation de sa dureté et de sa concentration en minéraux. La définition d'une eau potable s'appuie sur ses qualités microbiologiques (absence de parasites, bactéries, physico-chimique (température, PH, oxygénation), chimique (particules autres que les minéraux), et radiologique (radioactivité). L’importance des traitements dépend de la qualité de l’eau brute prélevée. L’eau qui quitte l’usine de potabilisation est qualifiée d’eau potable. L'ordonnance du 22 décembre 2022 et un décret du 29 décembre 2022 transposent dans le droit national la directive européenne 2020/2184 du 16 décembre 2020 relative à la qualité des eaux destinées à la consommation humaine, qui fixe de nouvelles règles pour protéger la santé humaine des risques de contamination des eaux potables,.

### Distribution des eaux
Après sa potabilisation, l'eau est envoyée par des pompes dans un réseau de canalisations qui la conduisent jusqu’aux infrastructures de stockage (châteaux d’eau et autres réservoirs). En 2013, en France, le réseau de distribution d'eau potable est évalué à 996 000 kilomètres de conduites. En 2017, le volume de pertes en eau par fuites sur le réseau de distribution d’eau, hors partie privative, avoisine 20 % du volume introduit dans le réseau de distribution. Autrement dit, pour cinq litres d’eau mis en distribution, un litre d’eau revient au milieu naturel sans passer par le consommateur. Les pertes par fuites représentent ainsi près d’un milliard de mètres cubes. Elles sont souvent dues à la vétusté des canalisations ou à une pression trop élevée, mais aussi aux mouvements des sols. Les réseaux gérés par les services publics de l’eau regroupant plus de 100 000 habitants présentent les meilleurs rendements, avec un écart d’environ 6 à 12 points par rapport à ceux des services de taille plus modeste (moins de 10 000 habitants). La lutte contre les fuites est un volet essentiel du « plan eau » du gouvernement présenté en mars 2023.

### Traitement des eaux usées
Les eaux résiduaires urbaines comprennent les eaux usées domestiques des ménages et celles d’autres usagers de l’eau potable, tels que les 
établissements publics (écoles, hôpitaux, etc.) et privés (entreprises), ainsi que l’eau de pluie souillée lors du ruissellement sur les toitures et la voirie. Une grande partie de ces eaux usées est assainie dans des stations de traitement des eaux usées. En 2018, la France est équipée de 22 000 stations d'épurations collectives en activité. Plus de 90 % de la capacité totale de traitement est assurée par moins de 20 % de ces stations.

### Dessalement de l'eau de mer
Le dessalement de l'eau  ou désalinisation est un processus qui permet d'obtenir de l'eau douce (potable ou, plus rarement en raison de son coût, utilisable pour l'irrigation) à partir d'une eau saumâtre ou salée (eau de mer notamment). la France possède une réelle expertise en la matière avec les entreprises Suez Environnement et Véolia, leaders mondiaux du secteur Engie et Veolia, dont la fusion avec Suez ouvre de nouvelles perspectives sur le continent américain, au Moyen-Orient et en Europe. Mais l'impact environnemental de ces usines est aujourd'hui de plus en plus critiqué, notamment par l'Onu qui lançait une alerte en 2019. Dessaler l’eau de mer est en effet un procédé cher, énergivore et qui rejette des quantités importantes de gaz à effet de serre (GES) dans la plupart des pays dotés d’un mix électrique très intensif en CO2. En outre la gestion des saumures, c’est-à-dire des particules de sel qui ont été séparées de l’eau de mer et qui sont souvent rejetées dans la mer causant une augmentation des niveaux de salinité de l’eau, posent problème.
Il y a très peu d'installations de dessalement en France. En effet les territoires où les stocks d'eau sont parmi ceux les plus préoccupants, en dehors de la région marseillaise, sont les Alpes, le Centre-Val-de-Loire et le Massif Central. Pour toutes ces régions, il est difficile de penser qu'une usine de désalinisation soit la solution parfaite. Soit en raison de la distance par rapport à la mer et les investissements nécessaires, soit en raison de l'altitude. La première usine de désalinisation d’eau de mer en France a été installée en France en 2011 en Vendée, près des Sables-d'Olonne. Ponctuellement des petites unités sont installées temporairement dans des endroits où la distribution ne pose pas de difficulté, comme celle installée à Groix  en 2022 pour faire face à l'extrême sécheresse de 2022.

## Politique de l’eau
La politique des eaux continentales est fondée sur quatre grandes lois et encadrée par la directive-cadre européenne sur l’eau publiée en 2000. La loi de 1964  pose le principe d’une gestion de l’eau par grands bassins versants, les bassins hydrographiques, suivant le découpage naturel des bassins versants des grands fleuves français. La loi de 1992 organise la planification dans le domaine de l’eau en créant un schéma directeur d'aménagement et de gestion des eaux (SDAGE) au niveau de chaque bassin hydrographique, élaborés par des comités de bassin, véritables parlements locaux de l’eau qui réunissent des représentants des collectivités, de l’État, des usagers (industriels, agriculteurs, consommateurs) et des associations. La loi de 2004 transpose la directive-cadre sur l'eau (DCE) prise par l’Europe en 2000 et oriente toute la politique de l’eau vers des objectifs de résultat, parmi lesquels l'atteinte du bon état des eaux à l’horizon 2015. Depuis cette date. La loi de 2006 refonde les principes de tarification de l’eau, notamment afin de garantir une plus grande transparence au consommateur. D'autres lois viennent compléter le dispositif, soit découlant de la transposition de directives-filles de la DCE de 2000, soit propre à l'organisation de la France.
La Stratégie nationale pour la mer et le littoral (SNML) explicitée dans un décret du 23 février 2017 fixer l'ambition maritime de la France sur le long terme. Elle est déclinée régionalement dans des Documents stratégiques de façade (DSF) pour chaque façade maritime en Métropole (Manche Est – Mer du Nord, Nord Atlantique – Manche Ouest, Sud Atlantique, Méditerranée) et Outre-mer. En 2023 est présentée la deuxième version de cette stratégie applicable sur la période 2023-2029.
La politique de l'eau comporte un volet de coopération internationale, un volet de recherche et un volet de prospective.
Le réchauffement climatique ayant des répercussions sur les ressources en eau, la politique de l'eau présente des dispositions communes avec la politique climatique de la France, notamment avec le Plan national d'adaptation au changement climatique qui est décliné au niveau de chaque entité administrative, mais aussi de chaque bassin.
Ainsi la politique de l’eau est à la fois déconcentrée et décentralisée. Elle offre toutefois un exemple de décentralisation inachevée, confiant des responsabilités importantes aux collectivités locales conjuguées à une intervention permanente de l’État, qui manque de cohérence. L’intervention des collectivités locales souffre de son morcellement et elle est trop souvent conduite à une échelle géographique inadaptée.

## Gestion de l’eau
La gestion de l'eau, qui est l'activité qui consiste à planifier, développer, distribuer et gérer l'utilisation optimale des ressources en eau, des points de vue qualitatif et quantitatif, se décline par bassin hydrographique depuis 1964. C'est alors la première fois que l'on associe usages et usagers de l’eau autour des problématiques des ressources en eau, dans le cadre d'une démarche globale et transversale. La loi de 1992, dite loi sur l'eau, complète ensuite le dispositif. Aujourd’hui la politique de l’eau est une déclinaison de la directive européenne dénommée directive-cadre sur l'eau (DCE). Elle inclut la gestion des risques d’approvisionnement (sécheresse) et celle des risques d'inondations ou de pollutions.
Il existe sept bassins hydrographiques en métropole, y compris la Corse, auxquels il faut ajouter ceux des outre-mer. De tailles très variables, certains sont à cheval sur plusieurs régions. La superposition des découpages hydrographique et administratif et la multiplication des acteurs à différents niveaux avec quelquefois des superpositions de missions conduisent à une organisation extrêmement complexe, peu lisible et peu efficace, une situation dénoncée dans de nombreux rapports parlementaires et la Cour des comptes (2023).